# Itaí (kommun)
Itaí är en kommun i Brasilien.   Den ligger i delstaten São Paulo, i den södra delen av landet, 900 km söder om huvudstaden Brasília. Antalet invånare är 24 015.
Följande samhällen finns i Itaí:
- Itaí

Omgivningarna runt Itaí är en mosaik av jordbruksmark och naturlig växtlighet. Runt Itaí är det glesbefolkat, med 20 invånare per kvadratkilometer.